# 쯔쁘흐현
쯔쁘흐현(베트남어: Huyện Chư Pưh / 縣諸蒲)은 베트남 중부 고원 지방 잘라이성의 현이다.

## 행정 구역
쯔쁘흐현은 1시진, 8사를 관할하고 있다.

### 시진
- 년화 시진 (Thị trấn Nhơn Hòa, 仁和市鎭)

### 사
- 쯔돈 사 (Xã Chư Don, 諸敦社)
- 이어블루 사 (Xã Ia Blứ)
- 이어드렝 사 (Xã Ia Dreng, 亞靈社)
- 이어흘라 사 (Xã Ia Hla, 亞赫拉社)
- 이어흐루 사 (Xã Ia Hrú, 亞赫如社)
- 이어레 사 (Xã Ia Le, 亞利社)
- 이어팡 사 (Xã Ia Phang, 亞坡洪社)
- 이어롱 사 (Xã Ia Rong, 亞容社)